# It Grows on Trees
It Grows on Trees  è un film statunitense del 1952 diretto da Arthur Lubin.

## Trama
Una coppia di coniugi, Polly e Phil Baxter, scoprono che su due alberi nel loro giardino crescono dollari. Polly trova il modo di usare il denaro mentre il marito vuole rivolgersi alla polizia. I vicini, i media, la banca e il Tesoro degli Stati Uniti vengono tutti coinvolti nella curiosa faccenda. Ma i Baxter lotteranno soprattutto con i loro personali dilemmi etici.

## Produzione
Il film fu prodotto da Universal International Pictures e diretto da Arthur Lubin. Irene Dunne (al suo ultimo film) interpreta Polly, Dean Jagger interpreta Phil.

## Distribuzione
Il film fu distribuito negli Stati Uniti nel 1952 dalla Universal Pictures al cinema. È stato poi pubblicato in VHS negli Stati Uniti dalla MCA/Universal Home video nel 2000.
Alcune delle uscite internazionali sono state:
- negli Stati Uniti il 2 settembre 1952 (It Grows on Trees)
- in Australia il 14 novembre 1952
- in Francia il 9 gennaio 1953 (Ca pousse sur les arbres)
- in Finlandia il 30 gennaio 1953 (Sitä kasvaa puussa)
- in Danimarca il 18 febbraio 1953 (Det gror på træerne)
- in Portogallo il 16 agosto 1955

## Promozione
La tagline è: "The wonderful story of a wish come true!" ("La meravigliosa storia di un desiderio si avvera! ").